# ハルトン地域
ハルトン地域（ハルトンちいき、英：Regional Municipality of Halton）は、カナダのオンタリオ州南西部に位置する地方行政区のひとつ。「ハルトン地方（Halton Region）」とも呼ぶ。1974年まではハルトン郡として知られた。グレータートロントの一部を形成している。
2001年統計の人口は37万5,229人であったが、2016年人口では54万8435人まで増えており、成長の早い地域となっている。南部のオークビルやバーリントンは人口密度も高く都市化されていたが、北部のミルトンは近年急速に開発が進んでいる。またハルトンヒルズは現在も自然が多い地域である。

## 地理

### 人口
| 年度   | 人口（人） | 増加率（%） |
| ------ | ---------- | ----------- |
| 2016年 | 548,435    | 9.3         |
| 2011年 | 501,674    |             |
| 2006年 | 439,256    | 17.1        |
| 2001年 | 375,229    | 10.4        |
| 1996年 | 339,875    | -           |

- 増加率は過去5年間の人口増加率を意味する。

同地域の2001年から2006年まで人口増加率は17.1%と高い成長を見せており、
1996年から2001年度では減少していたミルトンでは一転して増加率71.4%と劇的な増加を見せている。

## 主な都市
- オークビル （Oakville）
- バーリントン （Burlington）
- ミルトン （Milton）
- ハルトンヒルズ （Halton Hills）

## 公共サービス
- ハルトン地域警察 （Halton Regional Police Service、略称：HRPS）